# 中国人民解放军陆军第五十五军
陆军第五十五军，是中国人民解放军陆军曾经的一个军。

## 沿革
1952年10月8日，根据中共中央军委命令，中国人民解放军第二十一兵团改编为中国人民解放军第五十五军，陈明仁任军长，王振乾任政治委员，欧致富、魏镇任副军长，高体乾任参谋长，钟文法任政治部主任，张鸣夫任后勤部部长。下辖第144师，张永森任师长；第215师，张景白任师长，江腾蛟任政治委员；第219师，程启文任师长，高先贵任政治委员
1953年2月，第55军奉中南军区命令，由广西桂林地区移防至广东湛江地区，担任守卫雷州半岛的任务。文化大革命时期，55军在广西的柳州、百色、贵县等地一带驻防；
1967年2月第220师（原广州军区边防师，1968年9月归第43军，1969年改称第129师） 改归第55军。文化大革命结束后与41军换防而进入广东，分布在潮安、普宁、惠来、揭阳等地一带。
1979年2月，第55军参加对越自卫还击作战，取得重大战果。全军共歼敌10309人，是对越自卫反击战中歼敌之最。
1985年，陆军第五十五军于百万大裁军中被撤销。

## 编制
1985年撤编前，陆军第五十五军下辖：
- 军直部队
  - 高炮团
  - 地炮团
  - 坦克团
- 陆军第一六三师
- 陆军第一六四师
- 陆军第一六五师